# 石头河 (陕西省)
石头河，古称武功水、斜水，是渭河南岸支流之一，位于中国陕西宝鸡太白县、眉县、岐山县境内。

## 地理
石头河主要由五星峡、山柴峡、山河峡、白云峡、润沟等支流在峪口以上汇流而成。正源五星峡，发源于秦岭鳌山，中游名桃川河，向北流经太白县、眉县，在斜峪关出峪后转向西北，至岐山县新庄入渭。
全长77.5公里，峪口以上干流长62.5公里，峪口以下流长15公里，总流域面积779平方公里。干流在眉县境内仅斜峪关口上下5公里，眉县境内流域面积5.24平方公里。峪口以下河床比降2.5‰，最大宽度600~700米，沉积物以巨石和大粒径卵石为主。多年平均流量12.8立方米／秒，年平均径流总量4.48亿立方米。最大洪峰流量1929年为2640立方米每秒，最小流量1977年1月20日为0.033立方米每秒。
石头河上游建有石头河水库，是西安、宝鸡重要的饮用水源。

## 典故
《三国演义》中，蜀国七次伐魏，六出斜谷而使该河小有名气。清代碑记云：“南山之要口，曰斜峪关，关口清流急湍，澎湃直北，曰石头河。是河也，水势雄放”。